# Književnost u 1930.
◄◄ | ◄ | 1927. | 1928. | 1929. | 1930.  | 1931. | 1932. | 1933. | ► | ►►
Arhitektura • Astronomija • Biologija • Film • Fotografija • Glazba • Kazalište • Kemija • Kiparstvo • Knjige • Književnost • Kršćanstvo • Meteorologija • Medicina • Planinarstvo • Politika • Pravo • Promet • Slikarstvo • Strip • Šport • Televizija • Znanost • Zrakoplovstvo • Željeznički promet
Književnost u 1930.

## Svijet

### Književna djela
- Narcis i Zlatousti Hermanna Hessea

### Nagrade i priznanja
- Nobelova nagrada za književnost:

### Smrti
- 14. travnja – Vladimir Majakovski, ruski književnik (* 1893.)
- 7. srpnja – Arthur Conan Doyle, britanski autor kriminalističkih romana (* 1859.)

## Hrvatska i u Hrvata

### Književna djela
- Leda Miroslava Krleže

## Vanjske poveznice
|  | Zajednički poslužitelj ima još gradiva o temi Književnost u 1930. |